# Daniele Gilardoni
Daniele Gilardoni (Como, 1º aprile 1976) è un ex canottiere e allenatore di canottaggio italiano, undici volte campione del mondo nella specialità quattro di coppia, categoria pesi leggeri.

## Carriera
Cresciuto nelle file dell'Unione Sportiva Bellagina, attualmente milita nelle file della Canottieri Milano.
Le sue vittorie in ambito internazionale lo rendono uno dei pesi leggeri più forti in circolazione nella vogata di punta e di coppia.
È il canottiere più volte iridato della storia, avendo colto l'undicesimo oro nel 2011 e superato i dieci titoli di Matthew Pinsent.
Dal luglio 2020 è allenatore della Canottieri Tritium.

## Palmarès
| Anno | Manifestazione      | Sede              | Evento                         | Risultato |
| ---- | ------------------- | ----------------- | ------------------------------ | --------- |
| 1998 | Campionati mondiali | Colonia           | Otto pesi leggeri              | Bronzo    |
| 1999 | Campionati mondiali | St. Catharines    | Quattro di coppia pesi leggeri | Oro       |
| 2000 | Campionati mondiali | Zagabria          | Quattro di coppia pesi leggeri | Argento   |
| 2001 | Campionati mondiali | Lucerna           | Quattro di coppia pesi leggeri | Oro       |
| 2002 | Campionati mondiali | Siviglia          | Quattro di coppia pesi leggeri | Oro       |
| 2003 | Campionati mondiali | Milano            | Quattro di coppia pesi leggeri | Oro       |
| 2004 | Campionati mondiali | Banyoles          | Quattro di coppia pesi leggeri | Oro       |
| 2005 | Campionati mondiali | Gifu              | Quattro di coppia pesi leggeri | Oro       |
| 2006 | Campionati mondiali | Eton              | Quattro di coppia pesi leggeri | Oro       |
| 2007 | Campionati mondiali | Monaco di Baviera | Quattro di coppia pesi leggeri | Oro       |
| 2008 | Campionati mondiali | Ottensheim        | Quattro di coppia pesi leggeri | Oro       |
| 2009 | Campionati mondiali | Poznań            | Quattro di coppia pesi leggeri | Oro       |
| 2011 | Campionati mondiali | Bled              | Quattro di coppia pesi leggeri | Oro       |
| 2008 | Campionati europei  | Atene             | Doppio pesi leggeri            | Argento   |